# جون اندروز (لاعب كرة قدم)
جون اندروز (بالإنجليزية: John Andrews)‏ (3 فبراير 1950 بيورك في المملكة المتحدة - ) هو حكم كرة قدم ولاعب كرة قدم بريطاني في مركز حراسة المرمى. لعب مع نادي يورك سيتي.